# Карловацька духовна семінарія Святого Арсенія
Карловацька духовна семінарія Святого Арсенія (серб. Богословија „Свети Арсеније Сремац“ у Сремским Карловцима) — духовна семінарія Сербської православної церкви, розташована в місті Сремські Карловці. Є одним з найстаріших і найзначущих навчальних закладів; носить ім'я святого Арсенія Сремаца.

## Історія
Першу сербську православну семінарію, яку також називають «старою» Карловацькою семінарією, заснував в 1794 році (через 3 роки після свого заснування Карловацської гімназії) митрополит Стефан Стратимирович.
У другій половині XIX століття семінарія досягла свого розквіту. Її ректорами були архімандрит Іларіон Руварац і один з шанованих професорів Йован Живкович.
У 1914 році, напередодні Першої світової війни, угорська влада закрила семінарію в якості запобіжного витіснення сербів за річки Саву і Дунай.
Після війни, семінарія, як і патріарший престол, перемістилася в Белград, де пізніше переросла в богословський факультет Белградського університету.
У 1964 році духовна семінарія в Сремських Карловцях була відновлена; їй було присвоєно ім'я святого Арсенія Сремаца.
Семінарія сьогодні розташована в колишньому особняку Церковно-народних фондів, одному з найважливіших і найцінніших будівель в історичному центрі Сремських Карловців. Будинок побудований в 1902 році за підтримки патріарха Георгія (Бранковича).

## Ректори
- Іларіон Руварац,  архімандрит  (1875—1882)
- Нікола Круль,  протоієрей  (1910-ті)